# Feathertop
Feathertop è un cortometraggio muto del 1912. Il nome del regista non viene riportato nei titoli. La storia di Nathaniel Hawthorne viene qui portata per la prima volta sullo schermo. Nel 1916, uscì Feathertop di Henry J. Vernot, prodotto dalla Gaumont Company.

## Produzione
Il film fu prodotto dalla Eclair American.

## Distribuzione
Distribuito dalla Universal Film Manufacturing Company, il film uscì nelle sale cinematografiche USA il 28 maggio 1912.